# Wolfgang Taucher (Jurist)
Wolfgang Taucher (* 1963 in Oberösterreich) ist ein österreichischer Jurist und ehemaliger Direktor des Bundesamtes für Fremdenwesen und Asyl, welches mit 1. Jänner 2014 das ehemalige Bundesasylamt in Österreich abgelöst hat.
Er arbeitete nach dem Studium der Rechtswissenschaften in Graz als Universitätsassistent am Institut für Völkerrecht der Karl-Franzens-Universität Graz. Von 1988 bis 1996 war er Rechtsberater in der Zentrale von Caritas Österreich, 1992 auch kurz beigeordneter Rechtsberater im Büro des UN-Flüchtlingskommissars in Wien. 1996 übernahm er die Leitung des Bundesasylamts.
Im Februar 2013 wurde Wolfgang Taucher zum Vorsitzenden des Verwaltungsrates des Europäischen Unterstützungsbüros für Asylfragen gewählt. 2013 wurde er mit dem Großen Ehrenzeichen für Verdienste um die Republik Österreich ausgezeichnet.

## Veröffentlichung
- Mathias Vogl (Hg.) (2014): Fremdenrecht. 6., aktualisierte und erweiterte Auflage. Neuer Wissenschaftlicher Verlag. ISBN 978-3-7083-0965-1 (Mitautor)[3]